# Списак ликова серије Сирене
Сирене (енгл. Mermaid Melody), је јапанска манга и аниме серија коју је написала Мичико Јокоте, а илустровала Пинк Ханамори. Аниме адаптација има две сезоне, настале у продукцији ТВ Аичија. Прва сезона, која се састоји од 52 епизоде, емитовала се на ТВ Токију од 5. априла 2003. до 27. марта 2004 године. У Србији је приказивана на Ултра ТВ, Хепи ТВ и РТРС. Прича говори о седам принцеза сирена чији је задатак да победе зле силе и уз помоћ њихових бисера оживе богињу мора, Аква Реџину. Поред тога прича говори о љубави између сирена и људи и да ли је она могућа.

## Принцезе сирене
У мору постоје седам краљевстава. То су: краљевство Северног Пацифика, краљевство Јужног Пацифика, краљевство Северног Атлантског океана, краљевство Јужног Атлантског океана, краљевство Арктика, краљевство Антарктика и краљевство Индијског океана. Свако краљевство има своју принцезу сирену, а свака принцеза сирена свој бисер. Када бисер ставе у своје микрофоне њихово певање добија моћ да порази зло.
Луција Нанами
Луција је принцеза сирена Северног Пацифика и носилац розе бисера. У потрази за својим бисером Луција је морала да пређе у свет људи и да се из сирене претвори у девојчицу. Уколико открије свој прави идентитет претвориће се у морску пену. То ће јој посебно тешко пасти када пронађе Каита и када јој он открије да има симпатије према њој, али да је заљубљен у сирену која му је спасила живот пре седам година. Глас јој је дала Александра Ристовић
Хенон Хошо
Хенон је принцеза сирена Јужног Атлантика и носилац плавог бисера. За разлику од Луције, Хенон је из мора побегла приликом напада злих вила које су уништиле њено краљевство. Луцију је упознала првог дана у школи и од тог тренутка њих две постају најбоље другарице. Хенон је врло женствена и обожава да иде у куповину. Поред тога обожава шминкање. Заљубљена је у њиховог наставника музичког Тара Мицукија. Глас јој је дала Јелена Ђорђевић Поповић.
Рина Тоин
Рина је принцеза сирена Северног Атлантика и носилац зеленог бисера. Изузетно је лепа, али и врло тајанствена. Никако не може да заборави тренутак када је Гаиде уништио њен дом и заробио њену другарицу Ноел. Врло добро се слаже са Луцијом и Хенон, иако има зрелије размишљање и јачи карактер од њих две. Глас јој је позајмила Андријана Тасић.
Ноел Аиро
Ноел је принцеза сирена Арктика и носилац тамноплавог бисера. Она и Карен су сестре близнакиње, али се никада нису упознале јер су рођење на различитим половима Земље (једна на северном,а друга на јужном полу). Ноел је сталожена и брижна особа која се жртвовала и помогла Рини да побегне приликом напада на њено краљевство. Због тога је већи део живота провела у тамници Гаидеовог замка. Глас јој је дала Јелена Стојиљковић.
Карен Аиро
Карен је принцеза сирена Антарктика и носилац љубичастог бисера. Она је млађа од Ноел и супротног карактера од своје старије сестре. У почетку је кривила Рину за Ноелино заробљавање, али када је схватила да није била у праву, одлучује да потпуно сама пронађе и ослободи своју сестру. Иако се никада нису упознале, Карен би све учинила за Ноел. Глас јој је дала Александра Младеновић.
Коко Синари
Коко је принцеза сирена Јужног Пацифика и носилац жутог бисера. Она уме да буде верна и искрена другарица, али понекад у томе претерује. Ипак њена доброта, искреност и упорност успеле су да помогну много пута. Глас јој је дала Наташа Балог.
Сара Хикари
Сара је принцеза сирена Индијског океана и носилац наранџастог бисера. Када је пре седам година чула лаж у вези своје љубави, претворила се у црну принцезу. У налету беса уништила је своје краљевство и послала огроман талас који је повредио Коко, али и уништио брод на којем се налазио Каито са родитељима. Она је најстарија принцеза сирена иако није моћнија од Луције.
Аква Реџина
Аква Реџина је богиња мора која сиренама може дати нове и моћније песме које ће их учинити снажнијим у борби против злих морских вила. За призивање Аква Реџине потребно је да сирене поседују свих седам магичних бисера. Међутим и Гаиде је у потрази за бисерима и сиренама јер жели да уништи свет. То ће му поћи за руком ако их први пронађе и призове богињу мора. Глас јој је дала Мариана Аранђеловић.
Сеира Хикари
Сеира је Сарина реинкарнација. Појављује се у другој сезони, након што при крају прве Сара умире током рушења Гаидеовог замка. Након што су сестре црне лепотице омеле њено рађање, Луција добија задатак да сакупи делиће њене душе, побеђујући Микела. Глас јој је дала Јелена Ђорђевић Поповић.

## Непријатељи сирена
Гаиде
Гаиде је увек обучен у црну одећу. Он је вођа злих морских вила које је сам створио. Његова једина жеља је да зароби све принцезе сирене како би се домогао магичних бисера и постао господар морског краљевства. Зле морске виле му служе без поговора и врло често се међусобно такмиче за његову наклоност.
Мрачне љубавнице
Мрачне љубавнице су четири зле виле под вођством Гаидеа. Служе му у нади да ће се заљубити у њих. Те четири виле су:Ерил, Изуре, Јури и Марија. Марија може да створи лед и да управља њиме. Јури је најмлађа зла вила, Свира клавир и њена музика блокира принцезе сирене. У почетку је била заљубљена у Гаидеа. Јури је наставила да га служи иако се касније заљубила у Хипа (у људској форми). Изуре је најстарија од свих злих вила. Има моћ да управља таласима и да од воде прави опасне змајеве. Ерил може да промјени изглед лица и боју гласа.
Сестре Црне Лепотице
Мими и Шеше су сестре Црне Лепотице. Оне су мачколике зле виле. На врху њихових репова налазе се микрофони. На њих утичу само неке песме сирена. Придружују се Гаидеу да би им он дао бисере Коко и Ноел. Шеше је старија сестра, а Мими млађа.
Микел
Микел личи на анђела и једини је негативац који је покренуо личну освету против Принцеза Сирена проучивши њихове односе са људима. Има јако слабо тело, краде Сеири душу и Каитова оба сећања да би се одржао у животу.
Лејди Бет
Она је Микелов „вампирски слуга”. Својом песмом хипнотише жртву, да би је угризла док је ошамућена.
Лануа
Микелова слушкиња у облику лептира. Може се поделити на 12 мањих верзија себе и својом песмом натерати жртву да плеше до смрти.
Арара
Микелова слушкиња вила. Може певати две песме. Првом може натерати мушкарце да полуде за њом, а другом људе да нападну Сирене.

## Остали ликови
Каито Домото
Каито је Гаидеов брат, принц клана Патераса и дечак коме је Луција спасла живот, поверила свој бисер и заљубила се у њега. Он је заљубљен у Луцију, али у сиренској форми. На челу има знак који ствара велику светлост. У истом је одељењу у школи као и Луција. Много воли да сурфује. Веома је популаран међу девојкама. На крају серије постају пар.
Хипо
Хипо је пингвин и Луцијин чувар. Може да се претвори у човека и створење које се зове Хипокампус. Има радар за бисере и помаже сиренама. Он је заљубљен у једну од мрачних љубавница, а то је Јури.
Мадам Таки
Мадам Таки је пророчица, а у људском свету управница хотела „Бисер” у којем живе и раде Луција, Хенон и Никол. Она такође прориче судбину, али је ниједна од сирена не пита за услугу јер је њено прорицање углавном нетачно. Њен вереник је доктор Сомегоро.
Никол
Никол је љубичаста сирена, а у свету људи, Луцијина старија сестра. Она је менаџер хотела. Заљубљена је у директора ресторана на плажи, господина Макија.
Таро Мицуки
Таро је наставник музичког и бивши дечко принцезе сирене наранџастог бисера. Срео ју је када је био на музичкој академији у Индији. Свира клавир, а његова музика има моћ да привлачи сирене.
Господин Маки
Власник ресторана на плажи. Заљубљен у Никол. Пре Никол је имао једну девојку, која је преминула.
Масахиро Хамасаки
Син милионера. Воли бокс, вожњу мотора. Заљубљен је у Рину.
Микару Амаги
Девојка која је спасила Каита из несреће на Хавајима. Љубоморна на Луцију и даје све да придобије Каита за себе. Микелова друга половина, са такође слабим и болешљивим телом.

## Споредни ликови
| Име           | Опис                                                               |
| ------------- | ------------------------------------------------------------------ |
| Меру          | Сирена из Хенониг краљевства. Заљубљена је у Каита.                |
| Аури          | Млада, несташна пророчица.                                         |
| Момо          | Розе делфин.                                                       |
| Восуке Сакиа  | Шампион западног Јапана у сурфовању. Заљубљен је у Луцију.         |
| Господин Маки | Власник ресторана на плажи. Заљубљен је у Никол, као и она у њега. |
| Каитова тетка | Сестра жене која је усвојила Каита.                                |
| Макото        | Каитов рођак. Први сазнаје да је Луција сирена.                    |
| Даичи         | Каитов друг. Сурфер.                                               |
| Кенго         | Каитов друг. Сурфер.                                               |
| Јуја Ишибаши  | Модни креатор. Заљубљен у Рину.                                    |
| Рихто Амаги   | Старији брат Микару. Диригент оркестра.                            |
| Нагиса Шираи  | Самоуверени дечко, заљубљен у Хенон.                               |

## Занимљивости
- Боја Хенониног бисера се често преводи као плава иако је енгл. Aqua pearl, што у ствари значи водени бисер.
- Аква Реџина на италијанском значи краљица воде.
- Уместо Гаиде, у свету се говори и Гаито, Гакуто, Гакто...
- Уместо Ерил, у свету се говори и Ериру
- Уместо Изуре, у свету се говори и Изуру, Азуре, Азуле...
- На јапанском Мими значи уши.
- Каренино и Ноелино презиме Аиро (енг. Aiiro) на јапанском значи индиго.
- Уместо Никол, у свету се говори и Никора, чак јој се додаје и презиме Нанами.
- Хипо значи мање.